# زن، سکس و سوپرمن
زن، سکس و سوپرمن (ایتالیایی: La Donna, il sesso e il superuomo) یک فیلم جنایی ابرقهرمانانهٔ ایتالیایی-فرانسوی است که در سال ۱۹۶۸ منتشر شد.

## بازیگران
- ریچارد هریسون
- آدولفو چلی
- سیلویو باگلینی
- انتسو فی‌یرمونته
- مانلیو د آنجلیس
- آرتورو دومینیچی
- جاکومو فوریا
- جولیو ماکولانی
- میکی ناکس